# 謀殺與創造之時
《謀殺與創造之時》（Time to Murder and Create）是由勞倫斯·卜洛克所著之偵探小說，為馬修·史卡德系列第三部作品。

## 故事簡介
馬修·史卡德還在做警察時便認識了外號「陀螺」的街頭混混。兩人重逢時陀螺的手頭十分寬裕，然而後者卻有些不安。陀螺付了錢給史卡德，並交給他一個牛皮紙信封，並要了史卡德的電話號碼，如果接下來陀螺一直沒有聯絡他，那陀螺就是死了，史卡德便要打開信封。
過了一段時間，陀螺死了。史卡德打開了信封，裡面是三個富人的黑料，原來陀螺一直在勒索這三人，史卡德要做的便是偽裝成勒索者繼續勒索這三人，直到殺害陀螺的的兇手沉不住氣再次行兇……

## 登場人物
- 馬修·史卡德

無牌私家偵探。接受陀螺的「委託」：在他死後找出殺他的兇手。
- 雅各·「陀螺」·雅伯隆

陀螺是個街頭混混，他很擅長打聽情報再提供給警方賺點外快並在被逮時進行利益交換以脫身。最近他意外得到三個富人的黑料，並勒索他們換取金錢，但也因此惹上殺身之禍。
「陀螺」這個綽號是因為他隨身帶著一枚舊銀幣當幸運符，且常常拿出來把玩讓它像陀螺般旋轉。
- 貝芙莉·伊斯瑞奇

上流社會的貴婦。曾是妓女，也拍過色情片，且幹過仙人跳的勾當。
- 約翰·朗杰

貝芙莉的前男友兼皮條客，性格兇狠，曾與貝芙莉合謀設計仙人跳。
- 西奧多·惠森達

州長候選人。陀螺發現他有戀童癖，甚至得到了他與男童行房的照片。
- 亨利·普拉格

建築顧問，曾經花錢掩蓋女兒毒駕（大麻）撞死一個小男孩並肇事逃逸的案子。
- 艾迪·柯勒

西村第六分局的副隊長，受史卡德請託調查確認陀螺已死。
- 古奇克

警員，不太正派。他企圖威脅史卡德交出包含嫌犯在內的三個人的黑料，未果。